# 道の駅恋人の聖地 うたづ臨海公園
道の駅恋人の聖地 うたづ臨海公園（みちのえきこいびとのせいち うたづりんかいこうえん）は、香川県綾歌郡宇多津町にある宇多津臨海公園が道の駅に登録され香川県道194号飯野宇多津線の道の駅となったものである。またみなとオアシスうたづウミホタルとして国土交通省四国整備局によるみなとオアシスにも登録されている。四国に10箇所ある「恋人の聖地」の一つに聖通寺山展望台とともに選定されている。

## 主な施設
- 駐車場
  - 普通車：54台
  - 大型車：2台
  - 身障者用：2台
- トイレ（いずれも24時間利用可能）
  - 男：大 2器、小 4器
  - 女：4器
  - 身障者用：2器

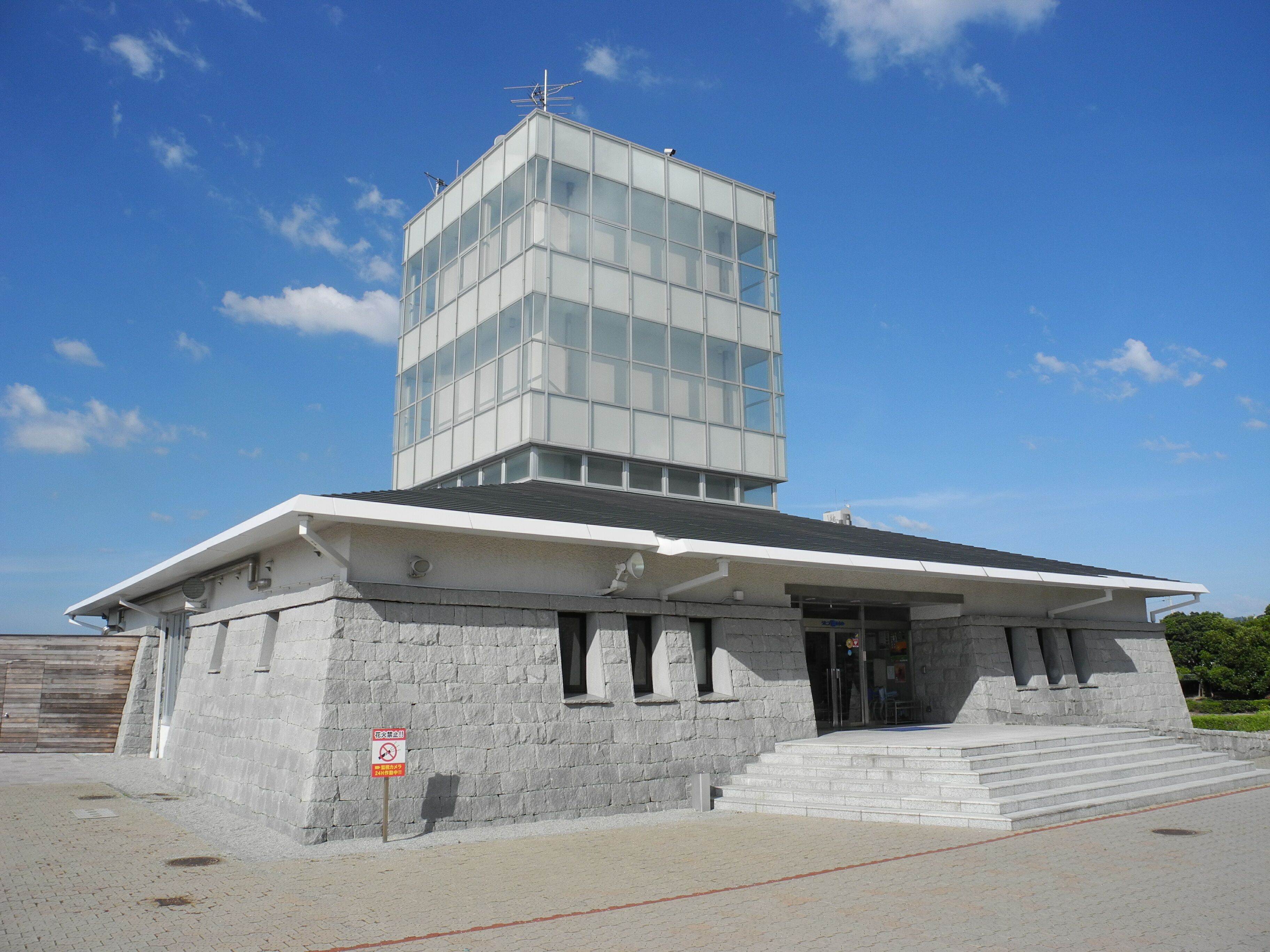
うたづ海ほたる
  - 産業資料館、カフェレストラン
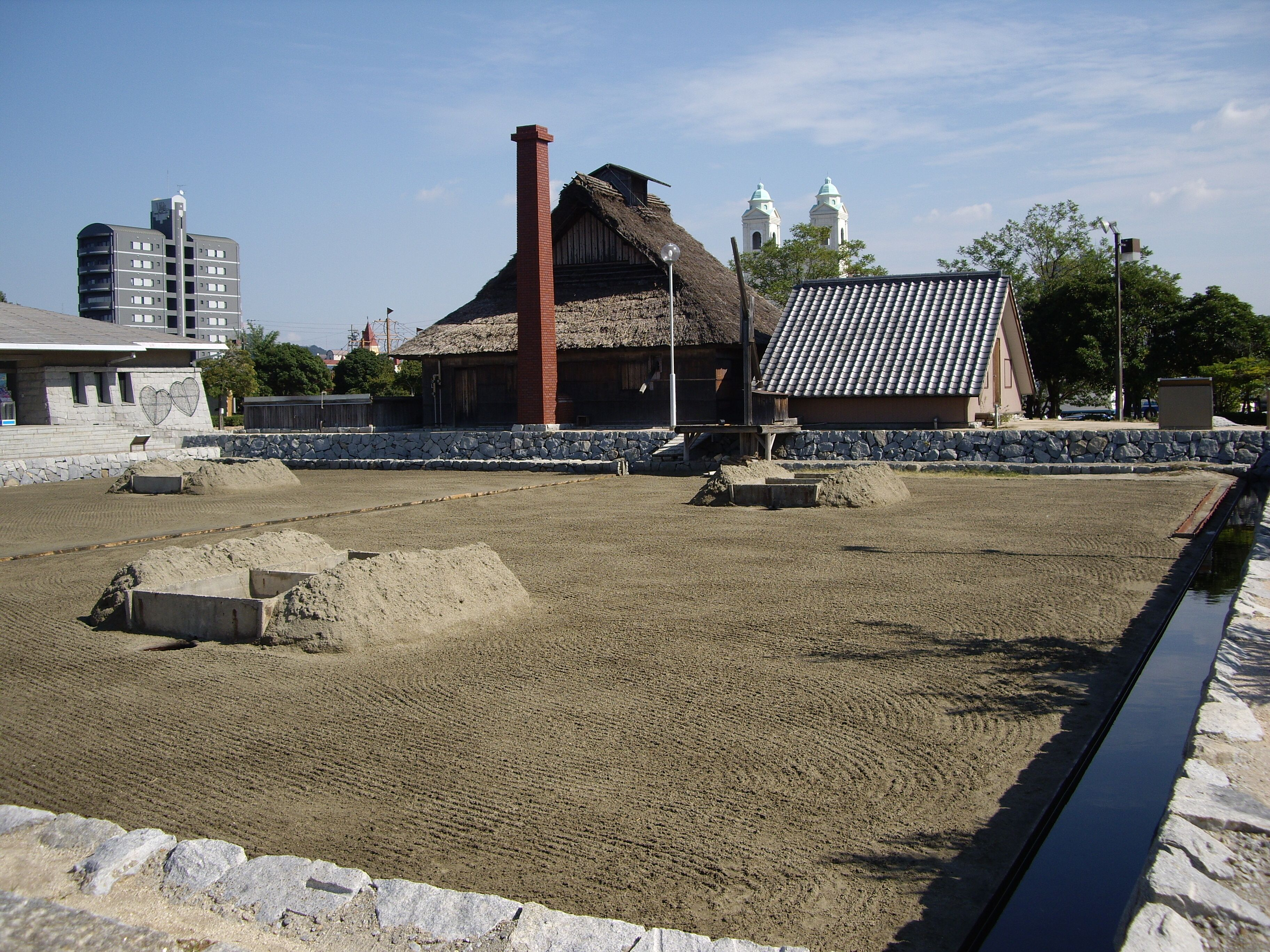
復元入浜式塩田、釜屋
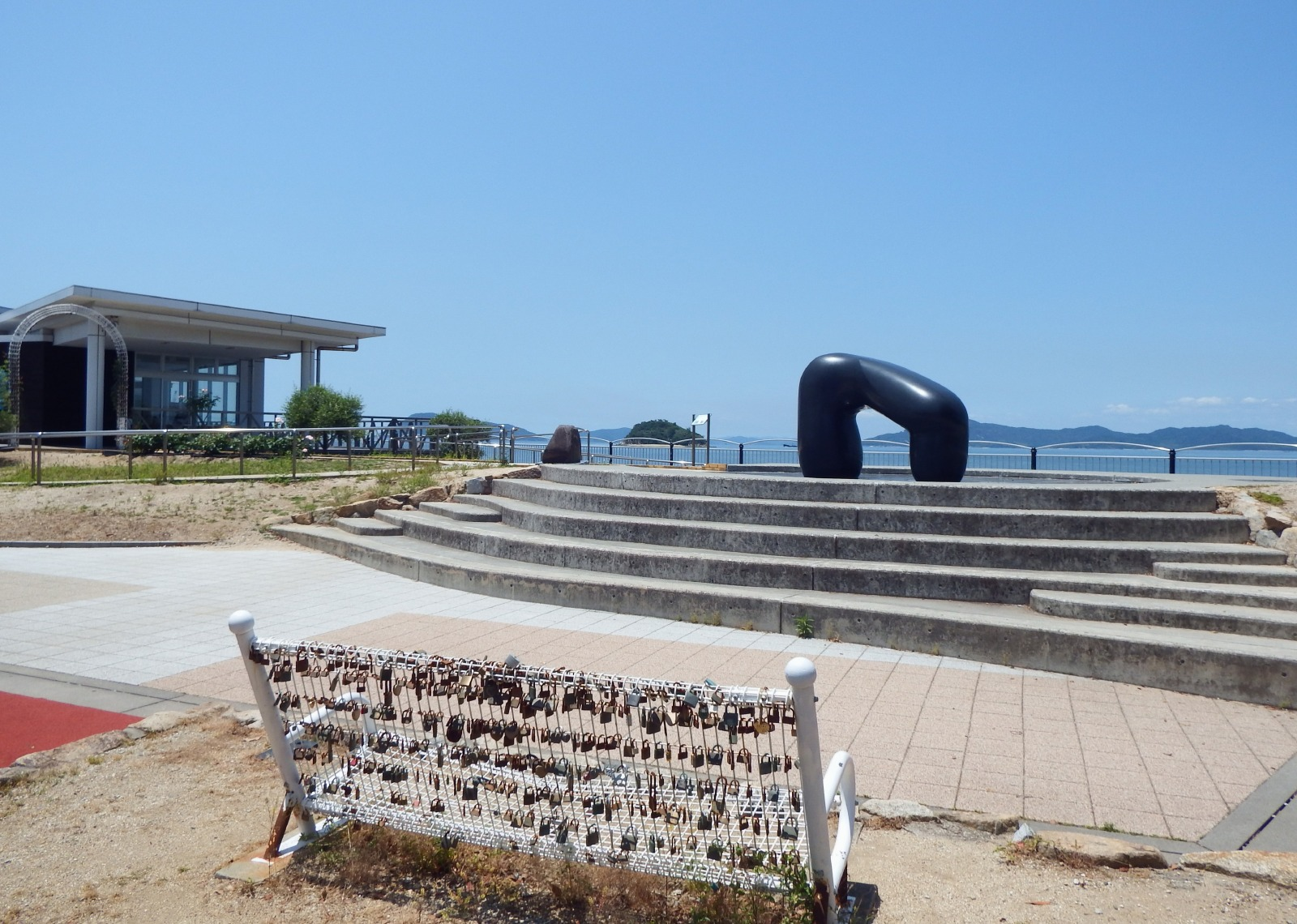
恋人の聖地
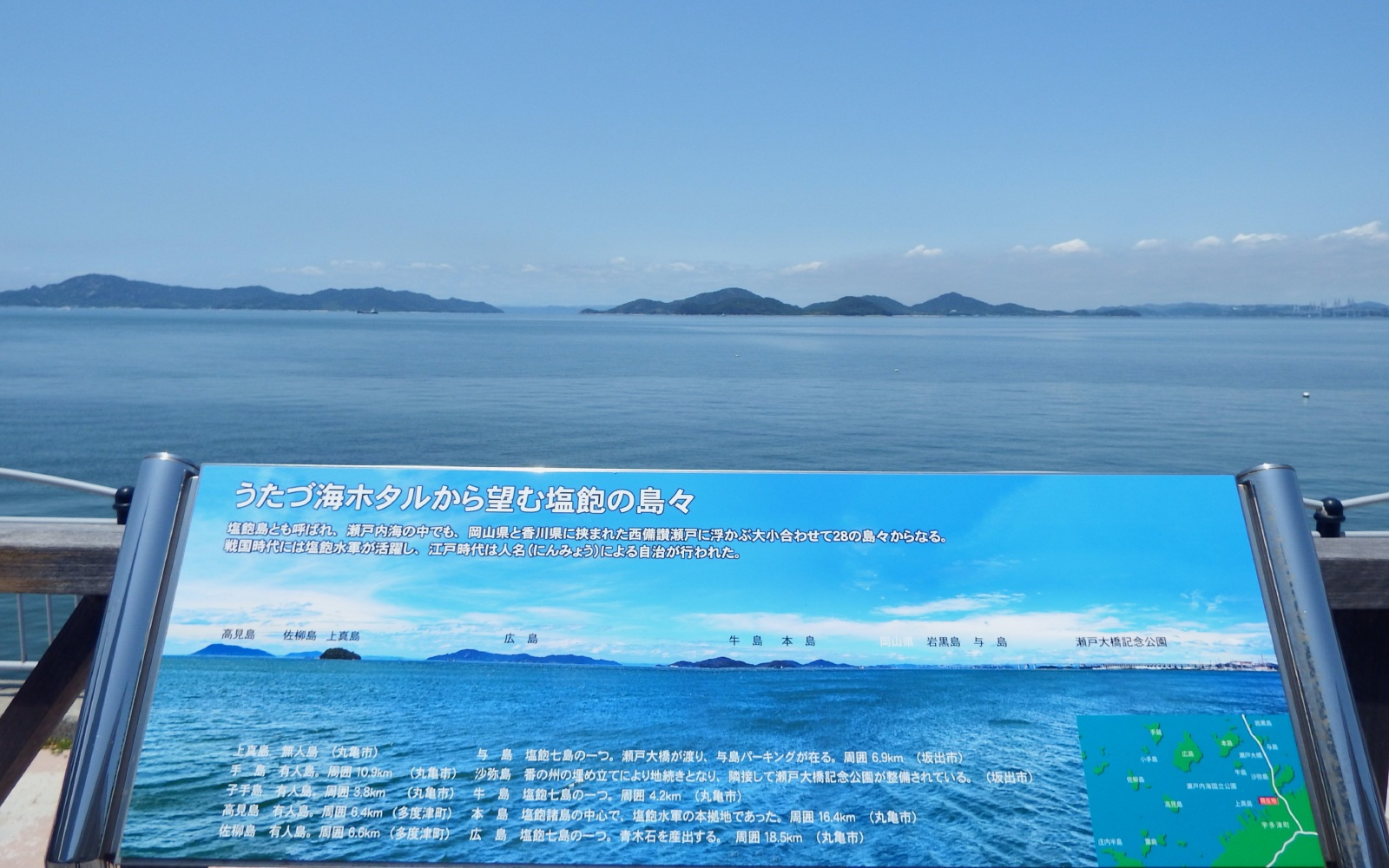
塩飽の島々
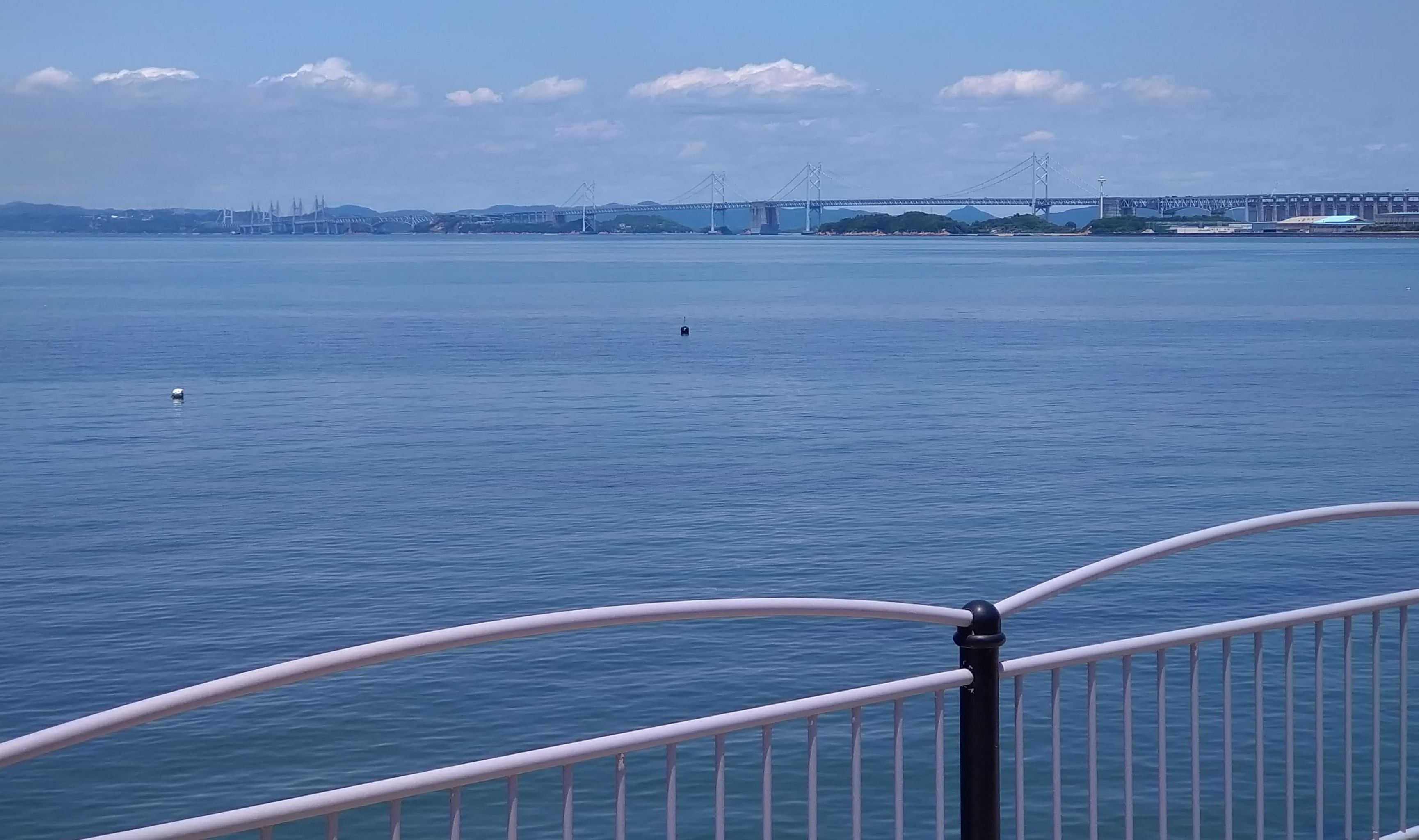
瀬戸大橋

- 公衆電話
- 芝生広場
- 公園

- うたづ海ほたる
- 手前は塩田、奥は釜屋
- 恋人の聖地
- 塩飽の島々
- 瀬戸大橋

## 休館日
- 毎週月曜日（祝日の場合、翌日）
- 年末年始

## アクセス
- 香川県道194号飯野宇多津線 - 登録路線
- 香川県道193号川津丸亀線
  - 香川県道33号高松善通寺線
- 予讃線 宇多津駅

## 周辺

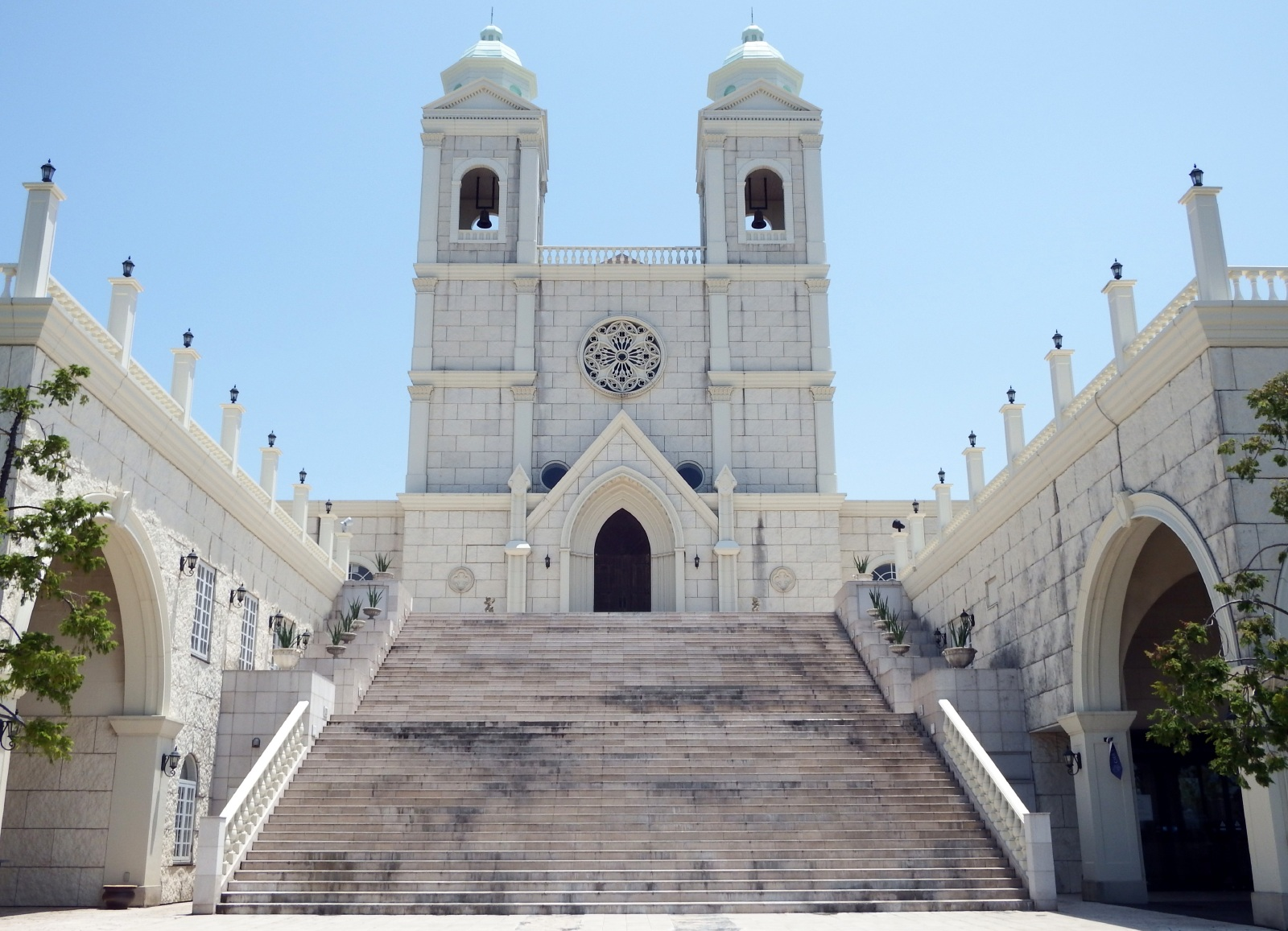
シェルエメール（2024年解体済）

- シェルエメール＆アイスタイル：恋人の聖地サテライト
- 四国水族館
- ゴールドタワー
- 郷照寺
- 宇夫階神社
- 聖通寺山：恋人の聖地